# 5065 Johnstone
5065 Johnstone (1990 FP1) là một tiểu hành tinh vành đai chính được phát hiện ngày 24 tháng 3 năm 1990 bởi E. F. Helin ở Palomar.